# هری نیومن
هری نیومن (انگلیسی: Harry Neumann) (زاده ۱۱ فوریهٔ ۱۸۹۱ – درگذشته ۱۴ ژانویهٔ ۱۹۷۱) یک فیلم‌بردار اهل ایالات متحده آمریکا بود

## گزیدۀ فیلم‌شناسی
- تارزان بی‌باک
- هارد اومبره
- مهمان سیزدهم
- دختر اهل کلگری
- فریادی در شب